# Золотий м'яч 1996
«Золотий м'яч 1996»

24 грудня 1996
Найкращий футболіст в Європі: 
 Маттіас Заммер
 (вперше)

← 1995 * Золотий м'яч * 1997 →
Золотий м'яч 1996 року — 41-ше щорічне вручення нагороди найкращому футболісту європейського клубу (незалежно від національності), за підсумками опитування від журналу «Франс Футбол».

## Процедура голосування
Починаючи з 1995 року в число претендентів на «Золотий м'яч» входили, не тільки представники Європи, але й інших континентів, які виступали у європейських чемпіонатах. Перед проведенням опитування журналістами «Франс Футбол» був складений попередній список із 50 претендентів на нагороду.
В опитуванні взяли участь представники 51 футбольної асоціації УЄФА, зокрема: Австрії, Андорри, Азербайджану, Албанії, Англії, Бельгії, Білорусі, Болгарії, Боснії, Вірменії, Греції, Грузії, Данії, Естонії, Ізраїля, Ірландії, Ісландії, Іспанії, Італії, Кіпру, Латвії, Ліхтенштейну, Литви, Люксембургу, Македонії, Мальти, Молдови, Нідерландів, Німеччини, Норвегії, Північної Ірландії, Польщі, Португалії, Румунії, Росії, Сан-Марино, Словаччини, Словенії, Туреччини, Угорщини, Уельсу, України, Фарерських островів, Фінляндії, Франції, Хорватії, Чехії, Швейцарії, Швеції, Шотландії та Югославії. Цього разу дебютували журналісти Андорри, а також повернулися до участі в опитуванні представники Азербайджану.
Від України анкету заповнював журналіст газети «Команда» Овдій Піналов, який включив у свою анкету наступних гравців: 1-ше місце — Маттіас Заммер; 2-ге — Юрій Джоркаєфф; 3-тє — Алан Ширер; 4-те — Роналду; 5-те — Марсель Десаї.
Кожен із членів журі обирав п'ятьох футболістів, які, на його думку, є найкращими гравцями європейських клубів. За перше місце нараховували 5 очок, за друге — чотири, за третє — три, за четверте — два, за п'яте — одне очко. Переможець максимально міг отримати 255 очок.
Результати голосування були опубліковані 24 грудня 1996 року в журналі France Football (№ 2646).

## Підсумки голосування
Володарем нагороди 29-річний німецький ліберо клубу «Боруссія» (Дортмунд) Маттіас Заммер .
Німецький гравець лише на 1 очко випередив бразильця Роналду, це найменша різниця між першим та другим місцем за історію вручення нагороди «Золотий м'яч», а також повторення результатів опитування 1966 року, коли англієць Боббі Чарлтон випередедив Еусебіу з Португалії теж на 1 очко.
Третє місце посів найкращий бомбардир чемпіонату Європи у складі збірної Англії Алан Ширер.
Маттіас Заммер став п'ятим німецьким футболістом в історії, після Герда Мюллера (1970), Франца Бекенбауера (1972, 1976), Карла-Гайнца Румменігге (1980, 1981) та Лотара Маттеуса (1990), який виграв «Золотий м'яч».
| Місце | Гравець               | Клуб                             | Країна     | Очки | %      | Місця | Місця | Місця | Місця | Місця | К-ть голосів |
| Місце | Гравець               | Клуб                             | Країна     | Очки | %      | 1-ше  | 2-ге  | 3-тє  | 4-те  | 5-те  | К-ть голосів |
| ----- | --------------------- | -------------------------------- | ---------- | ---- | ------ | ----- | ----- | ----- | ----- | ----- | ------------ |
| 1     | Маттіас Заммер        | Боруссія (Дортмунд)              | Німеччина  | 144  | 56.5 % | 13    | 15    | 6     |       | 1     | 35           |
| 2     | Роналду               | ПСВ Барселона                    | Бразилія   | 143  | 56.1 % | 16    | 9     | 4     | 5     | 5     | 39           |
| 3     | Алан Ширер            | Блекберн Ньюкасл                 | Англія     | 107  | 42 %   | 6     | 7     | 11    | 7     | 2     | 33           |
|       |                       |                                  |            |      |        |       |       |       |       |       |              |
| 4     | Алессандро Дель П'єро | Ювентус                          | Італія     | 69   | 27.1 % | 4     | 6     | 5     | 4     | 2     | 21           |
| 5     | Юрген Клінсманн       | Баварія                          | Німеччина  | 60   | 23.5 % | 5     | 1     | 5     | 6     | 4     | 21           |
| 6     | Давор Шукер           | Севілья Реал Мадрид              | Хорватія   | 38   | 14.9 % | 1     | 1     | 5     | 4     | 6     | 17           |
| 7     | Ерік Кантона          | Манчестер Юнайтед                | Франція    | 24   | 9.4 %  |       | 3     | 1     | 4     | 1     | 9            |
| 8     | Марсель Десаї         | Мілан                            | Франція    | 22   | 8.6 %  | 1     |       | 3     | 3     | 2     | 9            |
| 9     | Юрій Джоркаєфф        | Інтернаціонале                   | Франція    | 20   | 7.8 %  | 1     | 2     |       | 3     | 1     | 7            |
| 10    | Карел Поборський      | Славія (Прага) Манчестер Юнайтед | Чехія      | 15   | 5.9 %  |       | 2     | 2     |       | 1     | 5            |
|       |                       |                                  |            |      |        |       |       |       |       |       |              |
| 11    | Нванкво Кану          | Аякс Інтернаціонале              | Нігерія    | 14   | 5.5 %  |       |       | 1     | 5     | 1     | 7            |
| 12    | Джордж Веа            | Мілан                            | Ліберія    | 13   | 5.1 %  |       |       | 1     | 2     | 6     | 9            |
| 13    | Ален Бокшич           | Лаціо Ювентус                    | Хорватія   | 12   | 4.7 %  | 1     |       | 2     |       | 1     | 4            |
| 13    | Габрієль Батістута    | Фіорентіна                       | Аргентина  | 12   | 4.7 %  | 1     |       | 1     | 1     | 2     | 5            |
| 13    | Андреас Кепке         | Айнтрахт Олімпік (Марсель)       | Німеччина  | 12   | 4.7 %  |       | 1     | 1     | 1     | 3     | 6            |
| 16    | Фабріціо Раванеллі    | Ювентус Мідлсбро                 | Італія     | 9    | 3.5 %  |       | 2     |       |       | 1     | 3            |
| 16    | Предраг Міятович      | Валенсія Реал Мадрид             | Югославія  | 9    | 3.5 %  |       | 1     |       | 2     | 1     | 4            |
| 18    | Дідьє Дешам           | Ювентус                          | Франція    | 8    | 3.1 %  | 1     |       |       | 1     | 1     | 3            |
| 19    | Кубілай Тюрк'їлмаз    | Грассгоппер                      | Швейцарія  | 5    | 2 %    | 1     |       |       |       |       | 1            |
| 20    | Девід Сімен           | Арсенал (Лондон)                 | Англія     | 4    | 1.6 %  |       | 1     |       |       |       | 1            |
| 20    | Рауль                 | Реал Мадрид                      | Іспанія    | 4    | 1.6 %  |       |       | 1     |       | 1     | 2            |
| 22    | Патрік Бергер         | Боруссія (Дортмунд) Ліверпуль    | Чехія      | 3    | 1.2 %  |       |       | 1     |       |       | 1            |
| 22    | Паоло Мальдіні        | Мілан                            | Італія     | 3    | 1.2 %  |       |       | 1     |       |       | 1            |
| 22    | Крістіан Циге         | Баварія                          | Німеччина  | 3    | 1.2 %  |       |       |       | 1     | 1     | 2            |
| 22    | Трифон Іванов         | Рапід (Відень)                   | Болгарія   | 3    | 1.2 %  |       |       |       |       | 3     | 3            |
| 26    | Радек Бейбл           | Славія (Прага) Атлетіко (Мадрид) | Чехія      | 2    | 0.8 %  |       |       |       | 1     |       | 1            |
| 26    | Руй Кошта             | Фіорентіна                       | Португалія | 2    | 0.8 %  |       |       |       | 1     |       | 1            |
| 28    | Рональд де Бур        | Аякс                             | Нідерланди | 1    | 0.4 %  |       |       |       |       | 1     | 1            |
| 28    | Луїш Фігу             | Барселона                        | Португалія | 1    | 0.4 %  |       |       |       |       | 1     | 1            |
| 28    | Браян Лаудруп         | Рейнджерс                        | Данія      | 1    | 0.4 %  |       |       |       |       | 1     | 1            |
| 28    | Серхі                 | Барселона                        | Іспанія    | 1    | 0.4 %  |       |       |       |       | 1     | 1            |
| 28    | Зінедін Зідан         | Бордо Ювентус                    | Франція    | 1    | 0.4 %  |       |       |       |       | 1     | 1            |

Крім того, 18 футболістів були номіновані, але не отримали жодного очка, зокрема: Олівер Біргофф, Лоран Блан, Звонимир Бобан, Енріко К'єза, Едгар Давідс, Роббі Фаулер, Томас Гельмер, Бернар Лама, Ярі Літманен, Андреас Меллер, Павел Недвед, Джей-Джей Окоча, Раї, Деян Савичевич, Мехмет Шолль, Дієго Сімеоне, Джанлука Віаллі та Хав'єр Санетті.

## Цікаві факти
- Розподіл по амплуа серед 32 футболістів згаданих в анкетах наступний: 2 воротарі, 5 захисників, 13 півзахисників та 12 нападників.[4]
- Одразу 12 гравців були відзначені на першому місці в анкетах респондентів, що стало повторенням рекорду 1995 року.
- Із 32 гравців згаданих в анкетах 28 представляли Європу, по 2 — Південну Америку та Африку.
- Вперше в трійку найкращих увійшов представник Південної Америки — бразилець Роналду.
- Торішній володар нагороди Джордж Веа був згаданий в 9 анкетах, але жодного разу на першому місці. У підсумку набравши 13 очок ліберієць посів 12 місце.
- Маттіас Заммер став 31-м футболістом володарем нагороди «Золотий м'яч».
- Маттіас Заммер набрав 56,47 % можливої кількості очок (144 із 255), цей показник став найменшим за останні 28 років. Джордж Бест у 1968 році мав 48,8 % можливої кількості очок (61 зі 125).
- Представники Німеччини стали переможцями опитування в 7-й раз, зрівнявшись за цим показником з Нідерландами. У Франції було 5 нагород, Англії та Італії — по 4, в Іспанії та СРСР — по 3 нагороди.
- Після Маттіаса Заммера жодний представник Німеччини не вигравав «Золотий м'яч» (станом на 2024 рік).
- Дортмундська «Боруссія» стала 18-м клубом, представник якого виграв трофей «Золотий м'яч». Найбільше нагород було у «Мілана» та «Ювентуса» — по 6, у «Баварії» — 5, «Барселони» — 4, у «Манчестер Юнайтед» та мадридського «Реала» — по 3 нагороди.
- 32 згаданих в анкетах футболістів представляли 17 країн, з них найбільше було від Франції — 5, Німеччини — 4, Італії та Чехії — по 3, Англії, Португалії, Іспанії та Хорватії — по 2 гравці.
- Вперше в опитуваннях були згадані представники Чехії — Карел Поборський, Патрік Бергер та Радек Бейбл. Чехія стала 39-ю країною, чий гравець потрапив до списків «Франс Футбол».
- 11 років поспіль в заліку опитувань відсутні представники Угорщини, 9 років поспіль — Шотландії та Польщі.
- Представники Німеччини 40 років поспіль згадувалися в анкетах респондентів. Усього за 41 рік вручення нагороди футболісти Німеччини згадувалися в анкетах хоча б одного разу у 40 опитуваннях, італійські гравці згадувалися у 39 опитуваннях, футболісти Англії та Франції — у 36, Іспанії — у 34, СРСР — у 29, Нідерландів — у 28, Швеції та Югославії — у 27, Бельгії та Португалії — у 24, Шотландії — у 23, Болгарії — у 21, Угорщини та Данії — у 20 опитуваннях.
- Німецькі футболісти найчастіше потрапляли в загальний залік опитувань — 150 разів, італійські — 125, англійські — 108, французькі — 76, нідерландські — 71, радянські — 66, іспанські — 61, угорські — 50, югославські — 43, шведські — 42, португальські — 41 раз.
- Вперше з 1981 року (загалом вдев'яте) лауреатом трофея став представник німецької першості. Лідером за цим показником залишалася італійська першість — 13 трофеїв, у німецької було 9 трофеїв, в іспанської — 7, англійської — 4 трофеї.
- Всього в анкетах були згадані гравці з 19 клубів, серед них найбільше було представників «Ювентуса» — 4, «Барселони», «Мілана» та мадридського «Реала» — по 3, «Інтернаціонале», «Баварії», «Манчестер Юнайтед» та «Фіорентіни» — по 2 гравці.
- Всього за 41 рік проведення опитувань в анкетах були згадані 523 футболісти зі 178 клубів. Футболісти «Ювентуса» були згадані хоча б одного разу у 31 опитуванні, мадридського «Реала» — у 29 опитуваннях, «Барселони» — у 28, «Мілана» — у 27, «Інтернаціонале» — у 26, «Манчестер Юнайтед» та «Баварії» — у 25, «Аякса» — у 19, «Кельна» та «Тоттенгем Готспур» — у 17, «Црвени Звезди», «Ліверпуля» та «Бенфіки» — у 15, празької «Дукли», «Гамбурга», «Фіорентіни» та київського «Динамо» — у 14 опитуваннях.
- Лідером за кількістю футболістів, які фігурували в опитуваннях щотижневика «Франс Футбол» був «Ювентус» — 32 гравці, мадридський «Реал» представляли 28 гравців, «Барселону» — 23, «Мілан» — 22, «Манчестер Юнайтед» — 20, «Аякс» — 18, «Інтернаціонале» — 17, «Кельн», «Баварію» та «Ліверпуль» — по 13, київське «Динамо» — 12, «Бенфіку» та «Олімпік» (Марсель) — по 11, «Андерлехт» та «Црвену Звезду» — по 10 футболістів.
- Вперше в опитуваннях були згадані футболісти 2 клубів — «Мідлсбро» та «Грассгоппер».
- Вперше в анкетах респондентів були згадані 17 футболістів, серед них: Рауль, Дідьє Дешам, Юрій Джоркаєфф, Предраг Міятович та майбутній володар трофея Зінедін Зідан.
- Загалом 523 згаданих в анкетах гравців за історію проведення опитування представляли 39 країн. Лідерами за кількістю таких футболістів були Німеччина — 48, Англія — 46 та Італія — 44 гравці. У десятку лідерів також входили Франція — 37, Іспанія — 31, СРСР — 29, Нідерланди — 28, Югославія — 24, Швеція — 21, Португалія — 19 гравців.
- Рекордсменами за кількістю попадань у заліки опитувань залишалися Франц Бекенбауер та Йоган Кройф — в обох по 12, у Еусебіу та Мішеля Платіні було 11 «номінацій», у Льва Яшина, Джанні Рівери, Герда Мюллера — по 10, у Боббі Чарлтона, Сандро Маццоли та Мікаеля Лаудрупа — було по 9 попадань у заліки опитувань.
- Лідером за кількістю потраплянь у чільну п'ятірку залишався Франц Бекенбауер — 10 разів, далі розташовувалися Мішель Платіні — 8, Йоган Кройф — 7, Еусебіу — 6, а також Карл-Гайнц Румменігге та Луїс Суарес — по 5 разів.
- Франц Бекенбауер також залишався лідером за кількістю потраплянь у 10-ку найкращих — 11 разів, за ним йшли Мішель Платіні та Йоган Кройф — по 9, Еусебіу, Джанні Рівера та Герд Мюллер — по 8, Боббі Чарлтон та Карл-Гайнц Румменігге — по 7 разів. Найбільше потраплять у чільну десятку серед діючих на той час футболістів мав Юрген Клінсманн — 6.